# Céline Maclot
Céline Rose Marie Maclot (Schaerbeek, 8 agosto 1981) è un'ex cestista belga.

## Carriera
Con il Belgio ha disputato i Campionati europei del 2003.